# Tia Diagne
Pour les articles homonymes, voir Diagne.
Tia Diagne est une actrice sénégalaise, née le 2 avril 1992.
Elle est notamment connue pour son rôle de Thérèse dans la série Plus belle la vie  jusqu'en 2015 et celui de Lætitia dans la série Guyane.

## Biographie
Tia Diagne est sénégalaise vivant en France.
Elle étudie à l'Acting International pendant trois ans. En 2014 et 2015, elle interprète le rôle de Thérèse dans la série Plus belle la vie.
En 2014, elle joue dans le film Bande de filles dans le rôle de Bambi.
En 2016, elle intègre la distribution de la série Guyane, diffusée sur Canal+ à partir de janvier 2017. Elle joue Laetitia, la fille adoptive d'un des personnages principaux.
En 2022, Tia Diagne joue le personnage-titre du court métrage Imani de Katia Carton-Kim ; le film est projeté pour la première fois au festival international du film pour enfants de Chicago en novembre 2022.

## Filmographie
Sauf indication contraire, les informations mentionnées dans cette section peuvent être confirmées par les bases de données cinématographiques IMDb et Allociné,  présentes dans la section « Liens externes ».

### Cinéma

#### Longs métrages
- 2014 : Bande de filles de Céline Sciamma : Bambi (créditée seulement avec son prénom)
- 2017 : La Deuxième Étoile de Lucien Jean-Baptiste : la sœur d'Obama
- 2019 : Girl of the Wind de Camille Walter

#### Courts métrages
- 2014 : La Maladie d'Homer de Diane Valsonne[7] : Fatou
- 2014 : Anthropologie d'un homme moderne de Julie Ropars : Chris
- 2018 : La Jungle de Victor Ohmer : Ava
- 2022 : Imani de Katia Scarton-Kim : Imani[8]
- Rdv au Paradis[Quand ?] de Julie Ropars[réf. nécessaire]
- Déstabilisation[Quand ?]  de Hugo Dervisoglou[réf. nécessaire]
- Crois en tes rêves[Quand ?]  de Priska Peraste[réf. nécessaire]

### Télévision
- 2014-2015 : Plus belle la vie (série télévisée) : Thérèse Marci née Marlet
- 2017 : Guyane (série télévisée) : Lætitia

### Publicités
- NRJ Mobile[Quand ?][réf. nécessaire]
- Vinted, 2020[réf. nécessaire]

## Théâtre
- Le Village des femmes de Marie-Josée Brakha[Quand ?][réf. nécessaire]